# Stazione di Massa Zona Industriale
Stazione di Massa Zona Industriale vasútállomás Olaszországban, Massa település ipari övezetében.

## Vasútvonalak
Az állomást az alábbi vasútvonalak érintik:
- Pisa–La Spezia–Genova-vasútvonal

## Kapcsolódó állomások
A vasútállomáshoz az alábbi állomások vannak a legközelebb:
- Stazione di Massa Centro
- stazione di Carrara-Avenza